# آرامگاه چهاربکر

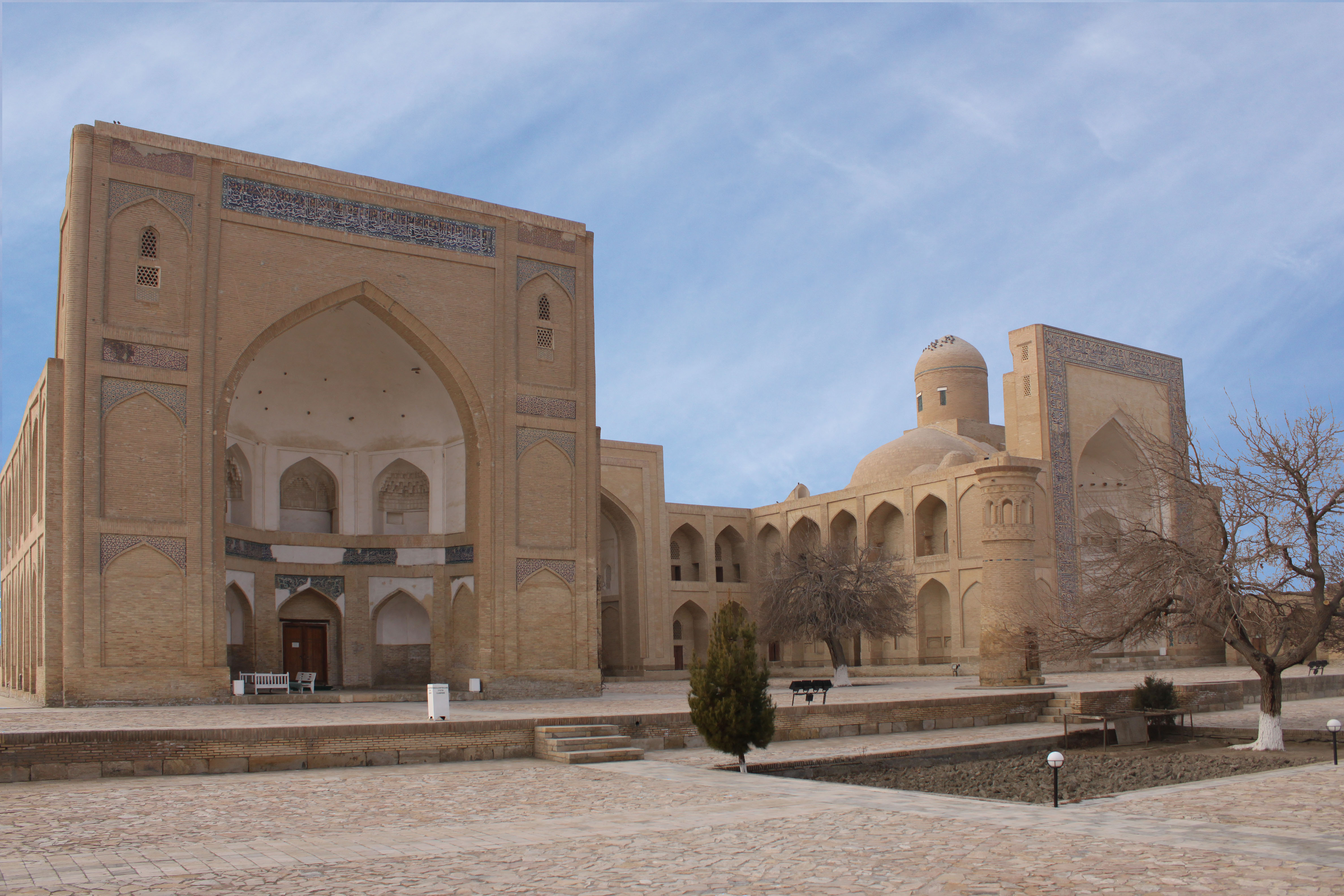
چهاربکر

آرامگاه چهاربکر نام آرامگاهی در بخارا‌ست که مکان خاکسپاری چهارتن از بزرگان بخارا و خاندانی بنام جبیره است. همچنین مسجد ماه خاصه دراین مجموعه آرامگاهی قرار دارد. در این آرامگاه تاووس‌هایی زیادی در بین گورها دررفت‌وآمدند.
بسیاری از سازه‌های موجود در این مجموعه دارای کاشی‌های پلی کروماتیک بسیار تزئینی هستند.

## میراث جهانی
این سایت در ۱۸ ژانویه ۲۰۰۸ در گروه فرهنگی به یونسکو میراث جهانی اضافه شد.